# Nachtschleife
Als Nachtschleife – auch Nightloop genannt –  wird ein Programmformat im Fernsehen bezeichnet, das vorwiegend der Pufferung von Programmlöchern nach Sonderprogrammen oder überzogenen Sendungen dient. Nachtschleifen haben dabei keinen speziellen Inhalt, sondern sind sich minütlich, stündlich, tageweise oder nach Wochentagen orientiert wiederholende Sequenzen. Meist werden Nachtschleifen nachts ausgestrahlt.
Die Nachtschleife ist zu unterscheiden von der Havariesendung für unplanmäßige Programmausfälle.

## Entstehungsgeschichte
Mit Einführung des Privatfernsehens fingen die Fernsehsender, beispielsweise RTL Zwei und VOX, als Erste damit an, nachts animierte Videosequenzen auszustrahlen und damit das zuvor nach Sendeschluss ausgestrahlte Testbild zu ersetzen.
Inzwischen gibt es auch Nachtschleifen, die Kultstatus erreicht haben, wie z. B. Bernd das Brot.
Manche Nachtschleifen kann man auch auf CD, DVD oder Blu-ray Disc kaufen.

## Heutige Bedeutung
Nachtschleifen werden meist dazu benutzt, um Programmänderungen und Verschiebungen für den folgenden Programmtag auszupuffern. Dadurch stimmen die Einträge in Programmzeitschriften, EPG und Teletext wieder mit den Programmzeiten des Senders überein.

## Übersicht über aktuelle Nachtschleifen
Bekannte Nachtschleifen im deutschen Fernsehen sind zum Beispiel:
- 3sat – Alpenpanorama (Webcams mit aktuellen Wetter- und Touristikinformationen)
- ARD-alpha – Space Night mit Ausgaben von alpha-Centauri,[1] Panoramawetter
- BR Fernsehen – Space Night
- Das Erste – Deutschlandbilder
- hr-fernsehen – Bilder aus Hessen
- KIKA – KiKA-Nachtschleife (gehört zur Reihe Bernd das Brot; läuft täglich von 21:00 – 6:00 Uhr)
- MTV – Night Videos
- MDR Fernsehen – Mitteldeutschland bei Nacht
- NDR Fernsehen – Mein Norden
- rbb Fernsehen – Potsdam erwacht / Berlin erwacht
- Sport1 – Sport Clips (läuft täglich von 0:00 – 6:00 Uhr)
- WDR Fernsehen – Erlebnisreisen
- ZDF – Global Vision; Deutschland von oben, zdf formstark

## Ehemalige, eingestellte Nachtschleifen
- Das Vierte – Heiße Girls, Secret Fruits (früher; eingestellter Sender)
- Deluxe Music – iPlanet (eingestellte Sendung)
- hr-fernsehen – flowmotion
- ORB Fernsehen – ORB Aquarium (eingestellter Sender)
- Servus TV – Vogelfrei (teilweise in 3D) (eingestellte Sendung), Bilderwelten – spektakuläre Aufnahmen aus aller Welt
- Super RTL – Kaminfeuer innerhalb der Nachtschleife von Commercials; Fun Night (beides durch „reine“ Infomercials ersetzt)